# Боліаров
Боліаров (словац. Boliarov) — село в окрузі Кошиці-околиця Кошицького краю Словаччини. Площа села 9,41 км². Станом на 31 грудня 2016 року в селі проживало 875 жителів.

## Історія
Перші згадки про село датуються 1289 роком.

## Населення
| Рік:            | 1994. | 2004.    | 2014.    | 2024.    |
| --------------- | ----- | -------- | -------- | -------- |
| Кількість осіб: | 486   | 625      | 826      | 1074     |
| Різниця:        |       | +28,60 % | +32,16 % | +30,02 % |

| Рік:            | 2023. | 2024.   |
| --------------- | ----- | ------- |
| Кількість осіб: | 1051  | 1074    |
| Різниця:        |       | +2,18 % |